# Let's Dance 2
Let's Dance 2 (v anglickém originále Step Up 2: The Streets) je americký film z roku 2008. Režie se ujal Jon M. Chu a choreografii připravili Jamal Sims, Hi-Hat a Dave Scott. Jedná se o pokračování snímku Let's Dance, po kterém následoval další díl s názvem Let's Dance 3D.

## Děj
Pouliční tanečnice Andy (Briana Evigan) se podaří dostat na Marylandskou uměleckou školu. Nyní musí vybalancovat svůj starý a nový život. Její staré crew se totiž vůbec nelíbí, že na ně Andy nemá čas. Na škole dává dohromady síly s Chasem (Robert Hoffman) a společně vytváří novou taneční crew.

## Obsazení
- Briana Evigan jako Andie West
- Robert Hoffman jako Chase Collins
- Adam Sevani jako Robert "Moose" Alexander III
- Will Kemp jako Blake Collins
- Cassie Ventura jako Sophie Donovan
- Danielle Polanco jako Miss Serrano
- Christopher Scott jako Hair
- Luis Rosado jako Monster
- Harry Shum Jr. jako Cable
- LaJon Dantzler jako Smiles
- Janelle Cambridge jako Fly
- Mari Koda jako Jenny Kido
- Sonja Sohn jako Sarah
- Black Thomas jako Tuck
- Telisha Shaw jako Felicia
- BooG!e jako Dj Sand (nekreditovaná role)
- Channing Tatum jako Tyler Gage (cameo role)

## Tržby
Za první týden promítání vydělal film 18 908 826 dolarů. K 4. srpnu 2008 film vydělal 58 017 783 dolarů a celosvětově film vydělal 150 816 700 dolarů.

## Soundtrack
Soundtrackové album vyšlo 5. února 2008 pod Atlantic Records. Umístilo se na 5. místě v žebříčku Billboard 200 a 4. místě Rap Album Charts.
Na albu se podíleli umělci: Flo Rida, T-Pain, Missy Elliott, Akon, Cassie, Enrique Iglesias, Timbaland a B.o.B.

### Seznam písní
1. "Low" - Flo Rida feat. T-Pain
2. "Shake Your Pom Pom" - Missy Elliott
3. "Killa" - Cherish feat. Yung Joc
4. "Hypnotized" - Plies feat. Akon
5. "Is It You" - Cassie
6. "Can't Help But Wait (Remix)" - Trey Songz feat. Plies
7. "Church" - T-Pain
8. "Ching-a-Ling" - Missy Elliott
9. "Push - Enrique Iglesias
10. "3-6-9" - Cupid feat. B.o.B
11. "Impossible" - Bayje
12. "Lives in Da Club" - Sophia Fresh feat. Jay Lyriq
13. "Girl You Know (Remix)" - Scarface feat. Trey Songz
14. "Say Cheese" - Keyshia Cole
15. "Let It Go" - Brit & Alex
16. "Ain't No Stressin'" - Montana Tucker, Sikora and Denial
17. "The Diary of Jane" - Breaking Benjamin